# Elamena
Elamena is een geslacht van kreeftachtigen uit de klasse van de Malacostraca (hogere kreeftachtigen).

## Soorten
- Elamena (Trigonoplax) gordonae Monod, 1956
- Elamena abrolhensis Gordon, 1940
- Elamena castanea Naruse, Mendoza & Ng, 2008
- Elamena cimex Kemp, 1915
- Elamena cristatipes Gravely, 1927
- Elamena globosa Chuang & Ng, 1991
- Elamena gracilis Borradaile, 1903
- Elamena longidactylis Yang & Sun, 1998
- Elamena longisrostris Filhol, 1885
- Elamena magnum Ng & Chuang, 1996
- Elamena mathoei (Desmarest, 1823)
- Elamena mendosa Chuang & Ng, 1991
- Elamena mexicana (H. Milne Edwards, 1853)
- Elamena momona Melrose, 1975
- Elamena panglao Naruse, Mendoza & Ng, 2008
- Elamena producta Kirk, 1878
- Elamena quoyi (H. Milne Edwards, 1853)
- Elamena rostrata Ng, Chen & S.-H. Fang, 1999
- Elamena samalensis Husana, Kase & Mendoza, 2013
- Elamena simplidenta Ng & Chuang, 1996
- Elamena sindensis Alcock, 1900
- Elamena soonthronkitti Kulabtong, Kunlapapuk & Sottiyothin, 2013
- Elamena sundaica Ng & Chuang, 1996
- Elamena truncata (Stimpson, 1858)
- Elamena umerata Lucas, 1980
- Elamena vesca Ng & Richer de Forges, 1996
- Elamena xavieri Kemp, 1917